# Sagnhelt
Sagnhelte findes i mange kulturkredse fra de ældste som den babylonske Gilgamesh til den fransk-engelske Kong Arthur. Der findes talrige fællestræk. Heltene er dødelige, men mellem det guddommelige og det menneskelige (med få undtagelser som  Herakles). Helteskikkelserne har næsten altid et aristokratisk livssyn: de er pga. deres herkomst hævet over almindelige mennesker. I moderne versioner af fortidens heltesagn indlægges ofte psykologiske forklaringer, eller sagnene omskrives helt for at passe til moderne liberale tanker. 
Sagnhelte er næsten altid krigere, der beskrives i et episke digt, der har været foredraget mundtligt. Fx den græske rhapsodetradition og den middelalderlige minnesangertradition. I antikken var heltedigtningen knyttet til religion som fx den græske hero.

## Danske sagnhelte
- Holger Danske
- Palnatoke
- Stærkodder

## Mesopotamiske sagnhelte
- Gilgamesh

## Græske sagnhelte
- Herakles
- Perseus
- Ødipus

## Frankiske sagnhelte
- Doon De Mayence
- Ogier de Danemarche (Holger Danske)

## Engelske sagnhelte
- Galahad
- Gawan
- Kong Arthur
- Lancelot du Lake
- Parsival